# Aéroport d'Ourmieh
L'aéroport d'Ourmieh/Orūmīyeh ( persan : فرودگاه اروميه    ) (code IATA : OMH • code OACI : OITR)         est un aéroport desservant le district central du comté d' Urmia, province de l'Azerbaïdjan occidental, Iran .

## Situation
| Sārī Dasht-é Naz Golfe · persique Téhéran-MehrabadTéh.-Mehrabad Mechhed Téhéran-KhomeiniTéh.-Khomeini Chiraz Kish Ahvaz Ispahan Tabriz Bandar · Abbas Kerman Yazid Abadan Kermanchah Zahedan Bouchehr Qechm Ourmieh Racht Birjand Chabahar Lamerd |

## Compagnies et destinations
| Compagnies           | Destinations                                                                                |
| -------------------- | ------------------------------------------------------------------------------------------- |
| ATA Airlines         | Mechhed-Shahid H. Nejad, Téhéran-Mehrabad                                                   |
| Iran Air             | Racht, Téhéran-Mehrabad En saison : Djeddah - Roi-Abdelaziz, Médine-Prince M. Bin Abdulaziz |
| Iran Air Tours       | Téhéran-Mehrabad                                                                            |
| Iran Aseman Airlines | Istanbul, Téhéran-Mehrabad                                                                  |
| Pouya Air            | Van-F. Melen (en)                                                                           |
| Qeshm Air            | Téhéran-Mehrabad                                                                            |
| Saha Airlines        | Mechhed-Shahid H. Nejad                                                                     |
| Zagros Airlines      | Charter : Bagdad, Nadjaf                                                                    |

Édité le 30/07/2020

## Accidents et incidents
- Le 9 janvier 2011, le vol 277 d'Iran Air s'est écrasé après qu'une remise des gaz a été amorcée lors de l'approche finale dans de mauvaises conditions météorologiques, faisant 77 morts.